# Дмитриев, Сергей Сергеевич
Серге́й Серге́евич Дми́триев (23 августа (4 сентября) 1906, Ярославль, Ярославская губерния, Российская империя — 9 ноября 1991, Москва, СССР) — советский историк, историограф, музейный работник, педагог. Исследователь русской общественной мысли и культуры XIX — начала XX веков. Кандидат исторических наук (1940, диссертация «Экономические воззрения славянофилов 1830-1950х гг.»), профессор исторического факультета МГУ им. М. В. Ломоносова.

## Биография
Родился в семье мелкого конторского служащего.
В 1925—1929 годах учился на историко-литературном факультете Ярославского педагогического института.
Уже во время учёбы с того же 1925 — член, а затем учёный секретарь Ярославского естественно-исторического и краеведческого общества; сотрудник Ярославского губернского статистического бюро, библиотекарь Научной библиотеки Ярославского губернского музея. Также работал зав. отделом редкой книги и библиотеки Ивановского областного музея.
В 1931—1938 — старший научный сотрудник, а затем заместитель директора по научной работе музея-усадьбы «Кусково». В этом музее окончательно сформировался интерес учёного к истории русской культуры.
С 1934 — аспирант исторического факультета МГУ, научный руководитель М. В. Нечкина. Также учился у академика Н. М. Дружинина и члена-корреспондента АН СССР С. В. Бахрушина.
Член секции исторических наук по Ленинским и Государственным премиям.
Редактор-консультант «Большой советской энциклопедии».
Член редколлегий документальных серий «Памятники исторической мысли» и «Университетская библиотека», а также редколлегии журнала «История СССР» (около 25 лет).
Умер 9 ноября 1991 года. Похоронен в Балашихе на Никольском кладбище (уч. 10).

## Основные работы
- Славянофилы и славянофильство // Историк-марксист. 1941. № 1.
- Очерки истории русской культуры начала XX века: книга для учителя. М., 1985.
- Соловьёв С. М. Сочинения. М., 1988—1998. Кн. 1-21. (ответственный редактор).
- Раннее славянофильство и утопический социализм // Вопросы истории. 1993. № 5.
- Из дневников (публикация) // Отечественная история. 1999. № 3-6. 2000. № 1-6. 2001. № 1.
- Дневники: в 4 т. Т. 1. 1941—1960 / Подг. текста Е. Н. Мухиной, Л. С. Новосёловой, Л. И. Смирновой; коммент. Е. Н. Мухиной, И. Н. Мухина; вступ. ст. Е. Н. Мухиной. — СПб.: Алетейя, 2023. — 1378 с.
- Дневники: в 4 т. Т. 2. 1961—1991 / Подг. текста Е. Н. Мухиной, Л. С. Новосёловой, Л. И. Смирновой; коммент. Е. Н. Мухиной, И. Н. Мухина; вступ. ст. Е. Н. Мухиной. — СПб.: Алетейя, 2023. — 1294 с.
- Дневники: в 4 т. Т. 3. Письма / Подг. текста, вступ. ст. Е. Н. Мухиной. — СПб.: Алетейя, 2023. — 574 с.
- Дневники: в 4 т. Т. 4. Аннотированный именной указатель к дневникам / Подг. текста именного указателя Е. Н. Мухиной, И. Н. Мухина. — СПб.: Алетейя, 2023. — 916 с.